# Ogród Botaniczny Uniwersytetu Leicester
Ogród Botaniczny Uniwersytetu Leicester – ogród botaniczny założony w 1921 r. w pobliżu domów studenckich Uniwersytetu Leicester (University of Leicester) pomiędzy ulicami: Glebe Road, Stoughton Street i Leicester Road, poza granicami miasta Leicester. Powierzchnia ogrodu wynosi 6,5 ha (65 000 m²). Ogród wykorzystywany jest w celach badawczych przez Wydział Biologii Uniwersytetu. Ogród jest otwarty dla zwiedzających. W latach 2010–2011 na skutek ostrej zimy część roślin przemarzła i została stracona.